# Península de Taitao

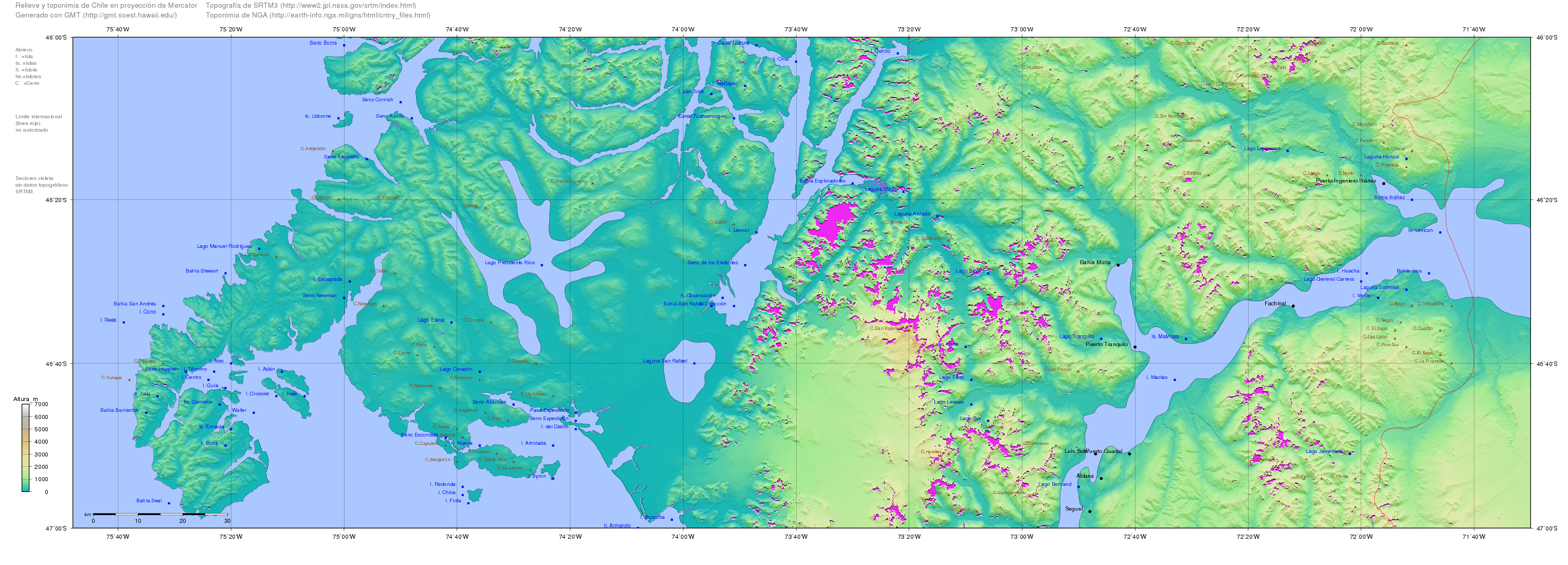
Ver Mapa do Chile.

A península de Taitao é uma península que fica no sul do Chile, e é ligada a zona do campo de Gelo, no continente, pelo istmo de Ofqui.
No local convergem três placas tectónicas: a de Nazca e a Antártica, que se movem para leste, e a Sul-americana, que se desloca para oeste. A intensa atividade glacial esculpiu profundos vales, que após o afundamento originaram os numerosos fiordes existentes nas margens dos canais.
A norte da península fica o arquipélago de los Chonos e a sul, separadas pelo golfo de Penas, estão as ilhas Guayaneco.
A península de Taitao tem uma geografia muito irregular, com vales profundos, montanhas e muitos fiordes que permanecem inexplorados.